# Eberhard Zwirner
Eberhard Zwirner (ur. 1 października 1899 w Lwówku Śląskim, zm. 11 lipca 1984 w Schapdetten) – niemiecki lekarz i fonetyk.

## Życie
Eberhard Zwinger zdał maturę w czerwcu 1917 roku, następnie do roku 1919 służył w niemieckiej armii. 13 marca 1920 opowiedział się po stronie puczystów Kappa (według dowódcy SA Salfelda 1935).
Po studiach na Uniwersytecie we Wrocławiu i Uniwersytecie w Berlinie otrzymał we Wrocławiu w 1924 roku tytuł doktora medycyny, a w 1925 roku tytuł doktora filozofii, na podstawie rozprawy Zum Begriff der Geschichte. Eine Untersuchung über die Beziehungen der theoretischen zur praktischen Philosophie (O koncepcji historii. Badanie relacji filozofii teoretycznej do praktycznej). W 1924 roku został asystentem w uniwersyteckiej klinice neurologicznej we Wrocławiu, następnie lekarzem naczelnym uniwersyteckiej klinice neurologii w Münster, a od 1928 był kierownikiem oddziału badań mózgu Kaiser-Wilhelm-Gesellschaft w Berlinie.
W roku 1932 założył Niemieckie Archiwum Mowy (Deutsche Spracharchiv) i był jego dyrektorem do roku 1971. W 1940 roku został dyrektorem Instytutu Fonometrii w Kaiser-Wilhelm-Gesellschaft. W czasach nazizmu był oskarżany o antynazistowskie wypowiedzi. W roku 1933 wstąpił do paramilitarnej organizacji Stahlhelm. W styczniu 1934 gdy Stahlhelm została przejęta przez SA, został także ich członkiem. W 1936 roku, pomimo swoich protestów, został usunięty z SA za niekoleżeńską postawę i niedowiarstwo. Po Anschlussie Austrii w 1938 r. denuncjował austriackich naukowców żydowskiego pochodzenia. Współpracował z Ahnenerbe, Instytutem Badań nad Kwestią Żydowską i Reichsnährstand oraz był pracownikiem Instytutu Badawczego Niemieckiej Pracy na Wschodzie w Generalnym Gubernatorstwie. Po wojnie w ankiecie dla władz alianckich przedstawił się jako ofiara reżimu nazistowskiego.
W 1950 habilitował się na Uniwersytecie w Getyndze. Od 1950 był Privatdozentem fonetyki na Uniwersytecie w Getyndze. W 1956 roku habilitował się w Münsterze, tam od roku 1958 był profesorem nadzwyczajnym. W 1963 przeniósł się na Uniwersytet w Kolonii, gdzie od 1964 był profesorem zwyczajnym katedry fonetyki i fonologii. W 1969 r. przeszedł na emeryturę. Był ojcem handlarza dzieł sztuki Rudolfa Zwirnera.

## Praca naukowa
Od 1927 rozwijał razem z matematykiem Kurtem Zwirnerem (niespokrewniony) fonometrię. Postrzegał siebie jako twórcę niemieckiego strukturalizmu.
Obok Kurta Zwirnera uważany jest za odkrywcę prawa mowy lingwistyki kwantytatywnej – prawa bloków tekstowych. Zgodnie z tą hipotezą, dźwięki w blokach tekstowych zachowują się zgodnie z prawem małych liczb (rozkładem Poissona. Dzieli się dłuższy tekst na bloki jednakowej długości i sprawdza, w ilu takich blokach tekstowych ile razy występuje określona jednostka językowa. Zwirner i Zwirner potwierdzili swoją hipotezę na podstawie rzetelnych badań. Inni autorzy stwierdzili potem, że nie tylko dźwięki, ale też jednostki różnych rodzajów odpowiadają rozkładowi Poissona lub podobnym modelom (prawo bloków tekstowych).
Między innymi dzięki temu odkryciu Zwirner należy do najwcześniejszych autorów, którzy formułowali matematyczne prawa dla zjawisk językowych. Podejście takie wielokrotnie udowodniło swoją przydatność. Zwirner jest także pionierem współczesnej lingwistyki kwantytatywnej obok Georga Kingsleya Zipfa, który mniej więcej jednocześnie odkrył prawa mowy.
Zwirner był wydawcą „Phonometrische Forschungen” (4 tomy, od 1936), „Archiv für  vergleichende Phonetik” i „Archiv für Sprach- und Stimmphysiologie” (1937-1947). Poza tym napisał razem z Kurtem Zwirnerem Grundfragen der Phonometrie (1936), 2., rozszerzone i ulepszone wydanie 1966 (jako część I Zwirner & Ezawa 1966-1969).
Eberhard Zwirner jest także inicjatorem korpusu Deutsche Mundarten (Gwary niemieckie), dostępnego dla celów naukowych za pośrednictwem Archiv für gesprochenes Deutsch (Archiwum mówionej niemczyzny).

## Artykuły
- Eberhard Zwirner: Deutsches Spracharchiv 1932-1962. Geschichte, Aufgaben und Gliederung, Bibliographie. Münster 1962.
- Eberhard Zwirner & Kennosuke Ezawa (Hrsg.): Phonometrie, Erster-Dritter Teil. Karger, Basel/ New York 1966, 1968, 1969.
- Eberhard Zwirner & Kurt Zwirner: Lauthäufigkeit und Zufallsgesetz. In: Forschungen und Fortschritte 11, Nr. 4, 1935, 43-45. (Auch in: Zwirner & Ezawa (Hrsg.), Dritter Teil: 55-59.)
- Eberhard Zwirner & Kurt Zwirner: Grundfragen der Phonometrie. Metten, Berlin 1936. (2. Auflage als  Zwirner & Ezawa (Hrsg.) Teil I, 1966)
- Eberhard Zwirner & Kurt Zwirner: Lauthäufigkeit und Sprachvergleichung. In: Monatsschrift für höhere Schulen 37, 1938, 246-253. (Auch in: Zwirner & Ezawa (Hrsg.), Dritter Teil, 68-74.)

## Książki
- Hermann Bluhme (Redaktion): Sprachen, Zuordnung, Strukturen – Festgabe seiner Schüler für Eberhard Zwirner-. Nijhoff, Den Haag 1965.
- Kennosuke Ezawa & Karl H. Rensch (Hrsg.) unter Mitwirkung von Wolfgang Bethge: Sprache und Sprechen. Festschrift für Eberhard Zwirner zum 80. Geburtstag. Niemeyer, Tübingen 1979.
- Herbert Pilch & Helmut Richter (Hrsg.): Theorie und Empirie in der Sprachforschung (Festschrift für Eberhard Zwirner zum 70. Geburtstag gewidmet. Karger, Basel u.a. 1970. (Enthält eine Liste der Werke Zwirners.)

## Literatura
- Hermann Bluhme: Gedächtniswort. In: Hermann Bluhme (Hrsg.): Beiträge zur quantitativen Linguistik. Gedächtniskolloquium für Eberhard Zwirner, Antwerpen, 9.12. April 1986. Narr, Tübingen 1988, S. 27-28. ISBN 3-87808-697-0
- Klee: Personenlexikon Drittes Reich, Fischer Verlag, ISBN 3-10-039309-0
- Deutsche Biographische Enzyklopädie, Saur Verlag, ISBN 3-598-23170-9
- Gerd Simon/Joachim Zahn: Nahtstellen zwischen sprachstrukturalistischem und rassistischem Diskurs – Eberhard Zwirner und das Deutsche Spracharchiv im Dritten Reich. In: Osnabrücker Beiträge zur Sprachtheorie 46 (1992), S. 241-260.